# Prieuré Saint-Étienne de Châteaumeillant
Le prieuré Saint-Étienne de Châteaumeillant est un prieuré paroissial situé à Châteaumeillant dans le département du Cher. Il était associé à l'église paroissiale de Châteaumeillant, d'abord dédiée à saint Étienne, puis par la suite à saint Genès (église Saint-Genès de Châteaumeillant). Des bâtiments du prieuré proprement dit, qui étaient situés à proximité de l'église, il ne reste pratiquement rien aujourd'hui.

## Histoire
À côté de l'église paroissiale de Châteaumeillant existait un prieuré dédié, comme l'église, à saint Étienne ; ce prieuré, dont la fondation remonte probablement au XIIe siècle, dépendait de l'abbaye bénédictine de Déols, une des filles aînées de Cluny, comme l'église et différentes chapelles de la ville ; une bulle datée de 1212 du pape Innocent III confirme les privilèges de l'abbaye de Déols sur Châteaumeillant. Le prieuré resta dédié à saint Étienne quand l'église passa au XVIIe siècle sous l'invocation de saint Genès.
En 1614, par une bulle du pape Paul V, approuvée par des lettres patentes du roi, le prieuré fut réuni à la communauté des Minimes de Bommiers. Les Minimes bénéficièrent dès lors des revenus du prieuré, sous réserve d'un quart des dîmes qui constituait la portion congrue du curé de la paroisse. Les bâtiments, qui jouxtaient l'église, consistaient, selon un document de 1547, « en un logis, grange, cour et jardin, le tout contigu et tenant ensemble clos et fermé, l'un bordé de murailles, le reste de fossés ». Au XVIIe siècle, le prieuré s'était agrandi et comprenait deux corps de logis, reliés par une galerie couverte qui faisait communiquer les chambres hautes, plus diverses dépendances. De cet ensemble, clos de murs et d'une superficie d'environ 250 ares, il ne reste pratiquement rien si ce n'est une grange encore appelée "le prieuré".

## Le prieuré Saint-Étienne aujourd'hui

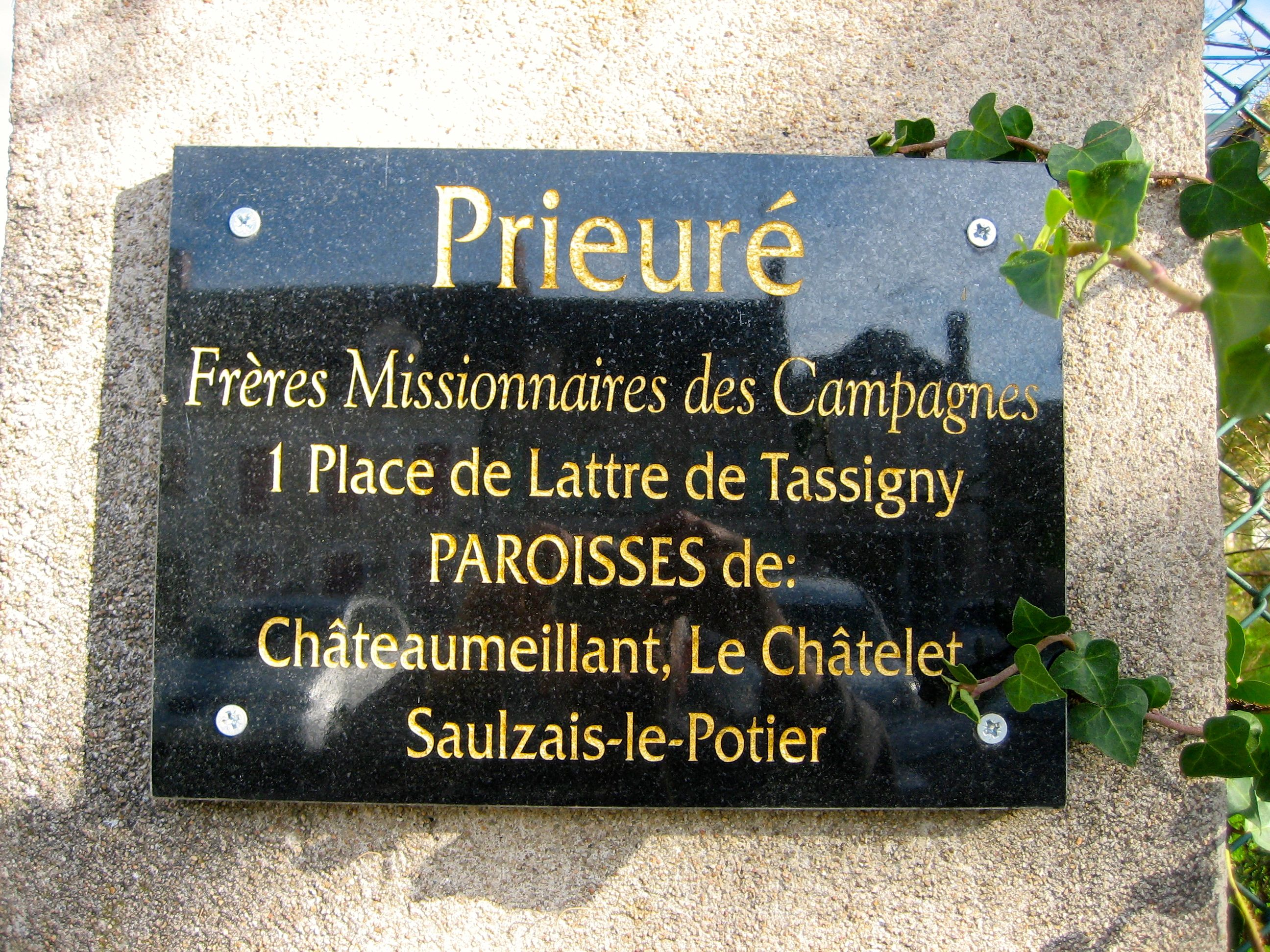
La plaque à l'entrée du bâtiment.

Le presbytère communal actuel, situé  1, place de Lattre-de-Tassigny, à gauche de l'église Saint-Genès, est un bâtiment datant du XIXe siècle, de 1870.  Le nom de prieuré Saint-Étienne a été repris en 1964 par les Frères missionnaires et sœurs des campagnes, établis à Châteaumeillant dans le presbytère. Ils ont reçu de l'archevêque de Bourges la responsabilité des trois paroisses qui correspondent aujourd'hui aux cantons de Châteaumeillant, du Châtelet et de Saulzais-le-Potier.